# Фазано-С. Тринита-Пјанело (Палермо)
Фазано-С. Тринита-Пјанело је насеље у Италији у округу Палермо, региону Сицилија.
Према процени из 2011. у насељу је живело 966 становника. Насеље се налази на надморској висини од 845 м.